# Мокшанцев, Александр Александрович (1974)
Александр Александрович Мокшанцев (5 июня 1974, Мокшанский район, Пензенская область — декабрь 2005) — советский и российский хоккеист, защитник.

## Биография
Воспитанник пензенского хоккея. Выступал за команды «Дизелист» / «Дизель» Пенза (1991/92 — 1993/94, 1995/96 — 1998/99), «Строитель» Караганда и «Булат» Темиртау (обе — Казахстан, 1994/95), «Кристалл» Саратов (1995/96), «Дизель-2 (1996/97 — 1998/99, 2000/01, 2002/03), «Русич-Эксима» Владимир / Рыбинск (2001/02 — 2002/03), «Тамбов» и «Саров» (2003/04).
В марте 1999 году был найден на улице с ножевым ранением в область сердца, но вернулся в хоккей.
Скончался в конце 2005 года.
Сын Александр также хоккеист.